# Mosaico de Alexandre
O Mosaico de Alexandre é um piso mosaico romano originário da Casa do Fauno datado de aproximadamente de 150 a.C. É um dos enfeites decorativos mais luxuosos de casas aristocráticas da República Romana em Pompeia, na Itália. Ele retrata uma das batalhas entre os exércitos de Alexandre, o Grande e Dario III da Pérsia e mede 2,72 x 5,13 metros (8 pés 11 polegadas x 16 pés 9 polegadas). O original é preservado no Museu Arqueológico Nacional de Nápoles em uma parede para facilitar sua exposição ao público. Acredita-se que o mosaico é a uma cópia, do início do século IV a.C., com características da pintura helenística  e possivelmente criado por  Filoxeno de Erétria.

## História

### Produção
Não há um consenso na Historiografia sobre a imagem que deu origem para reprodução do Mosaico de Alexandre. Para alguns especialistas a cena representada é da Batalha de Isso, ocorrida em 333 a.C.. Outros afirmam ser de dois anos depois, da Batalha de Gaugamela travada em 331 a.C.. Enquanto os demais acreditam ter sido uma cena realizada em torno de 317 a.C. - 316 a.C..
O mosaico é considerado por alguns especialistas uma cópia ou uma pintura de Aristides de Tebas, ou de afresco possivelmente criado pelo pintor Filoxeno de Eretria (perdido no final do século IV a.C.). Este último é mencionado por Plínio, o Velho (XXXV, 110) como uma comissão para o rei macedônio Cassandro.Outra teoria, sustentada em particular arqueólogo italiano Fausto Levi, afirma que o mosaico originalmente trata-se de uma obra-prima do período helenístico que foi saqueada da Grécia e levada para Roma, e que de alguma forma fez o seu caminho para o sul para uma casa rica em Pompeia.
As fontes arqueológicas do reinado de Alexandre datadas com precisão são quase inexistentes, sendo o Mosaico de Alexandre um dos documentos iconográficos mais célebres que foi executado depois da morte do conquistador, representando sua figura heroica, em função de uma interpretação já canônica.

### Redescoberta em Pompeia em 1831 e sua restauração

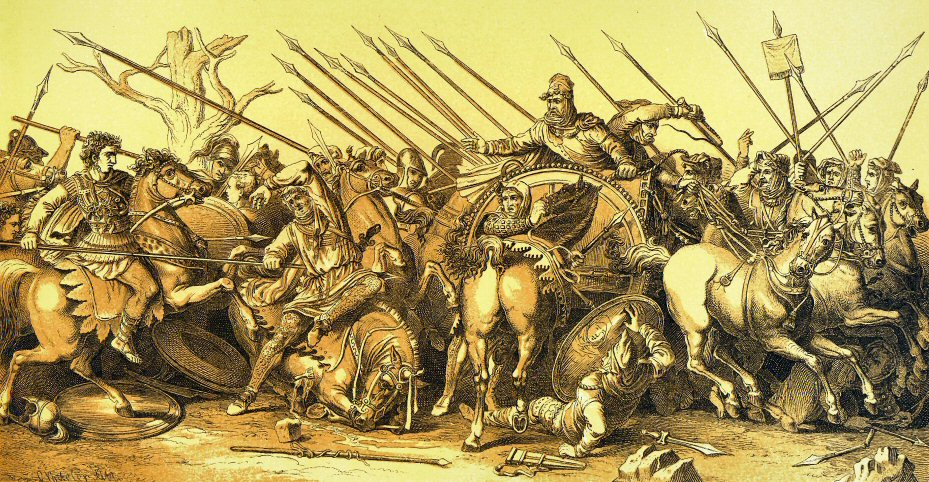
1893 Reconstrução da representação mosaico.

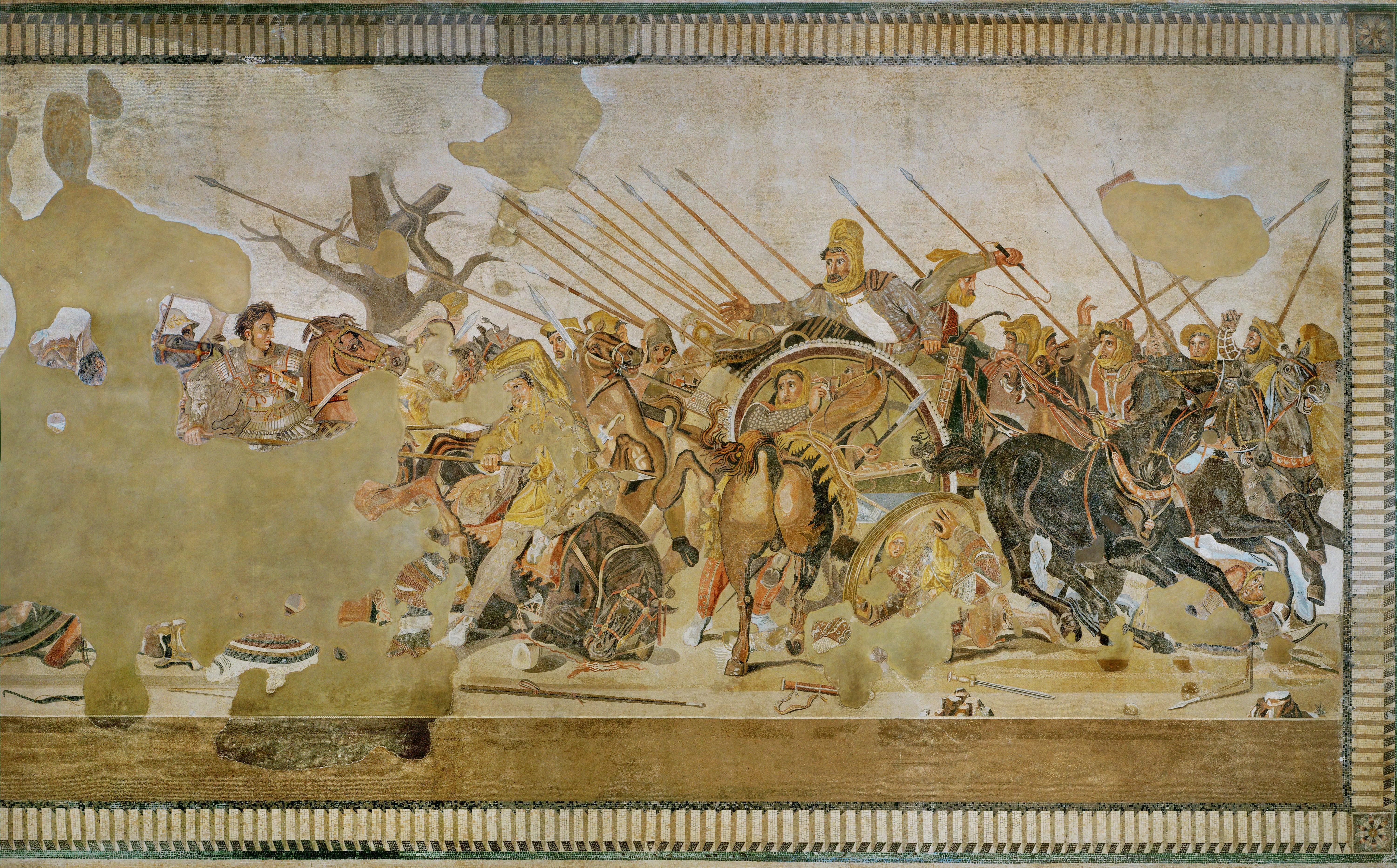
O Mosaico de Alexandre exposto no Museu Arqueológico Nacional de Nápoles, preservado em uma parede na posição vertical

O Mosaico de Alexandre foi redescoberto, em 24 de outubro de 1831 na Pompeia (outrora uma cidade do Império Romano situada a 22 km da cidade de Nápoles na Itália), na Casa do Fauno sendo um dos pisos da residência com mosaicos expressivos, de desenhos, cores e luxo atribuídos as casas da elite aristocrática da República Romana.
O Mosaico de Alexandre foi transferido do piso da Casa do Fauno em Pompeia posição horizontal, para Museu Arqueológico Nacional de Nápoles em setembro 1843. Onde é atualmente preservado em uma parede que mede 2,72 x 5,13 metros (8 pés 11 polegadas x 16 pés 9 polegadas), na posição vertical (diferente da original) para facilitar sua exposição ao público.
O mosaico é feito de cerca de um milhão e meio de azulejos coloridos minúsculos chamados tesselas, dispostos em curvas graduais chamados opus vermiculatum, (literalmente, "obra de minhoca", porque eles parecem replicar o movimento lento de um verme rastejante). O Mosaico de Alexandre trata-se de um exemplo de mosaicos de seixos que datam o período helenístico, é uma obra extraordinariamente detalhada para uma residência privada e provavelmente foi encomendado por uma pessoa rica ou família.

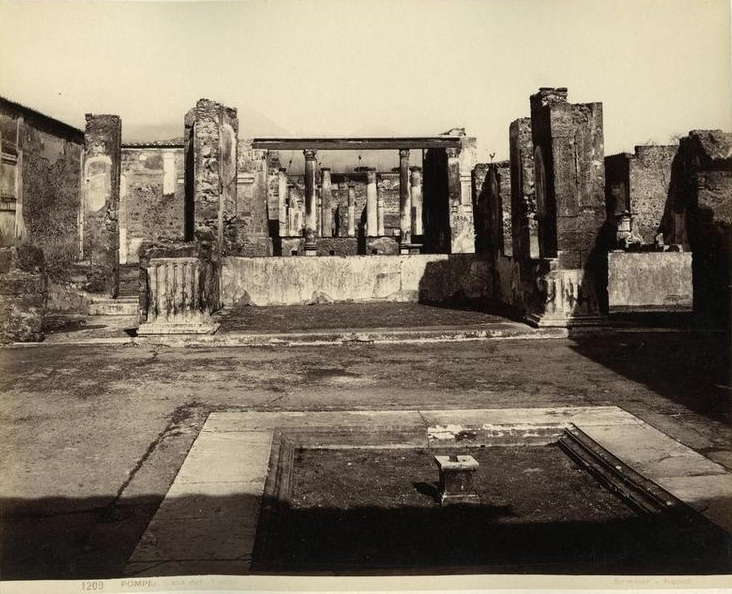
Imagem da Casa do Fauno em Pompeia, na Itália, por volta de 1900. Fotografia de Giorgio Sommer
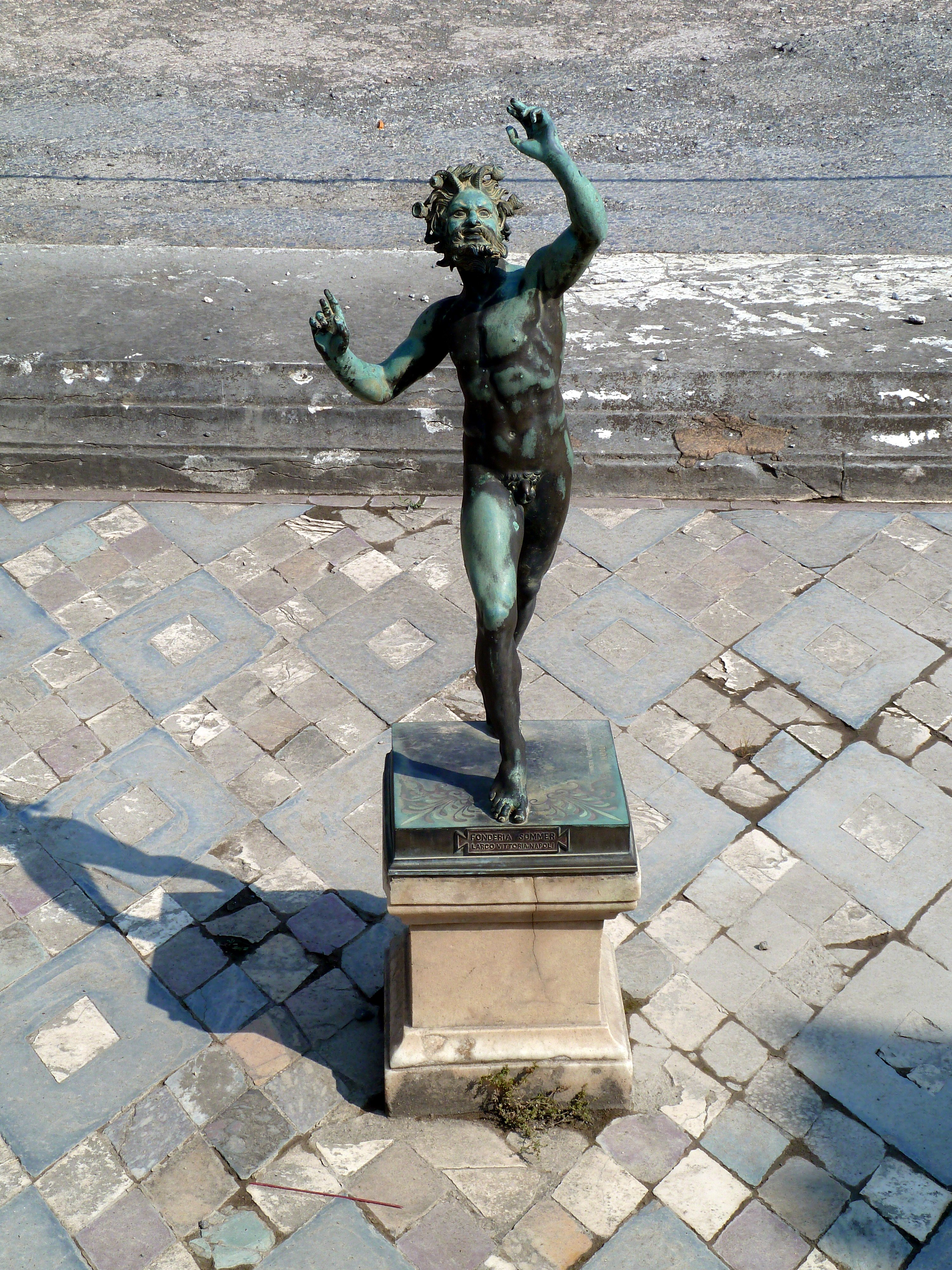
Reprodução do Fauno Dançarino, pelo qual ficaram conhecidas as ruínas desta casa romana de residência.
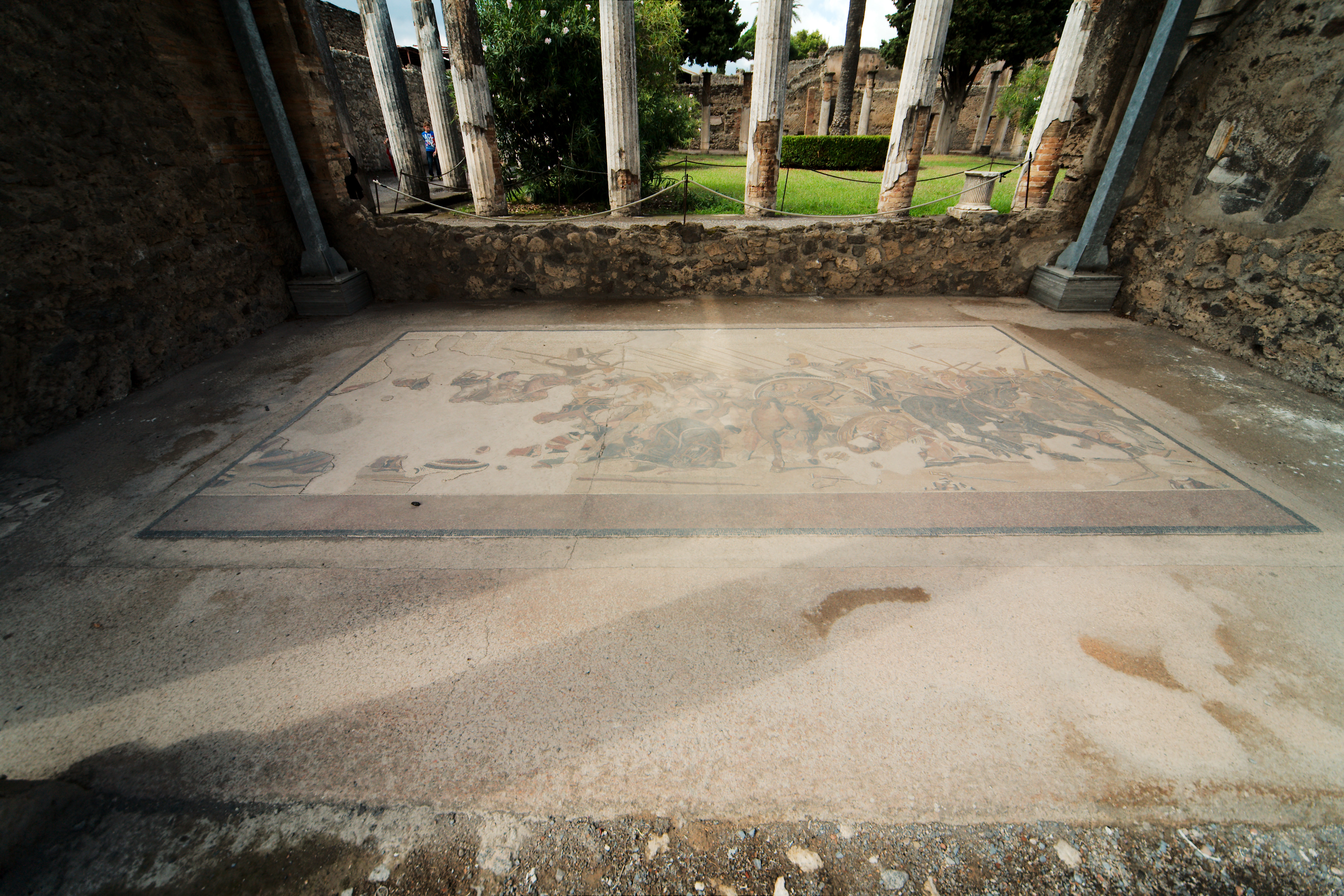
Mosaico de Alexandre em seu local original na Casa do Fauno, na posição horizontal.
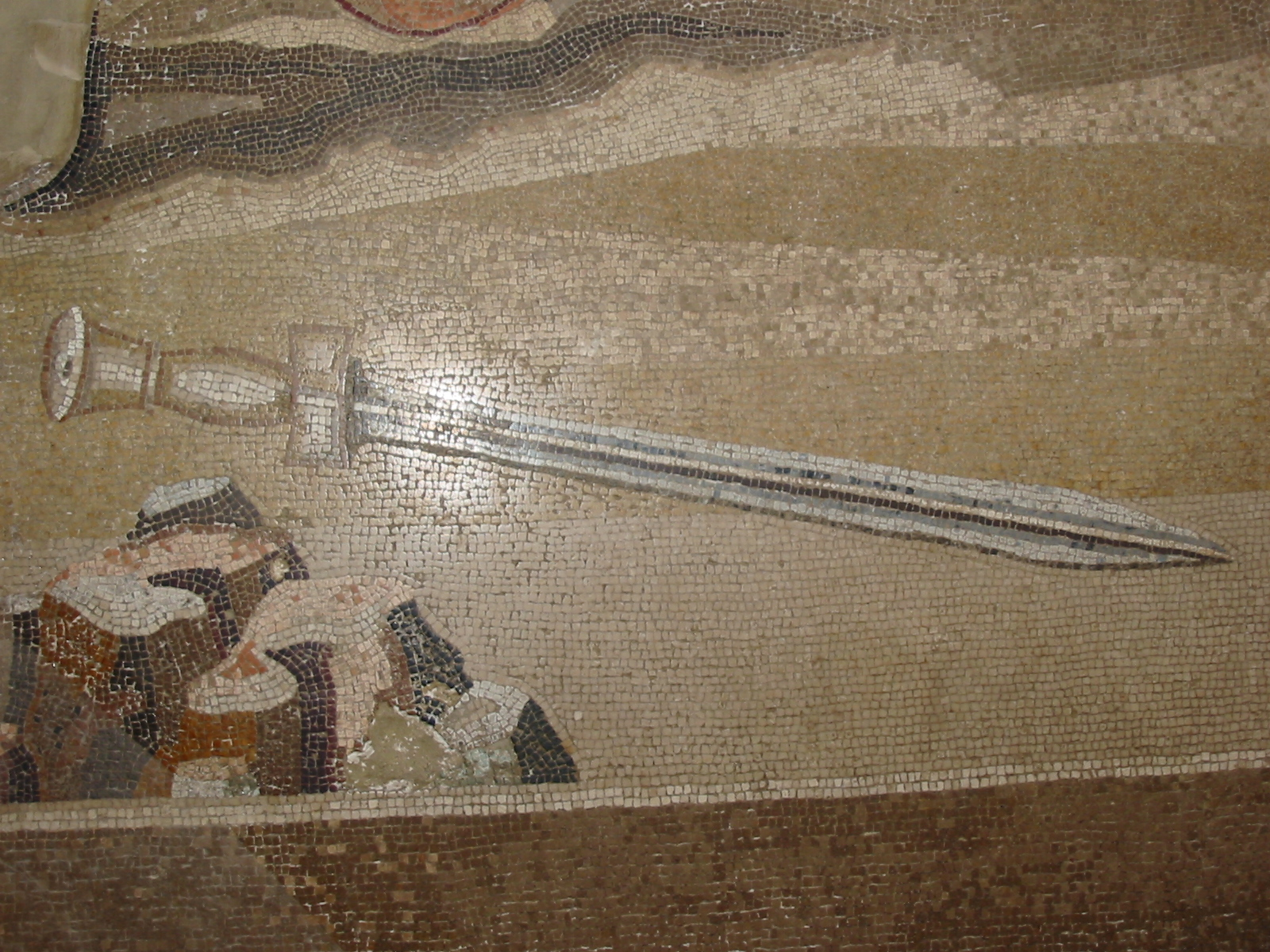
Detalhe de uma espada caída do canto inferior direito do Mosaico, mostrando individualmente as tesselas.

### Representação moderna (2003), uma nova cópia

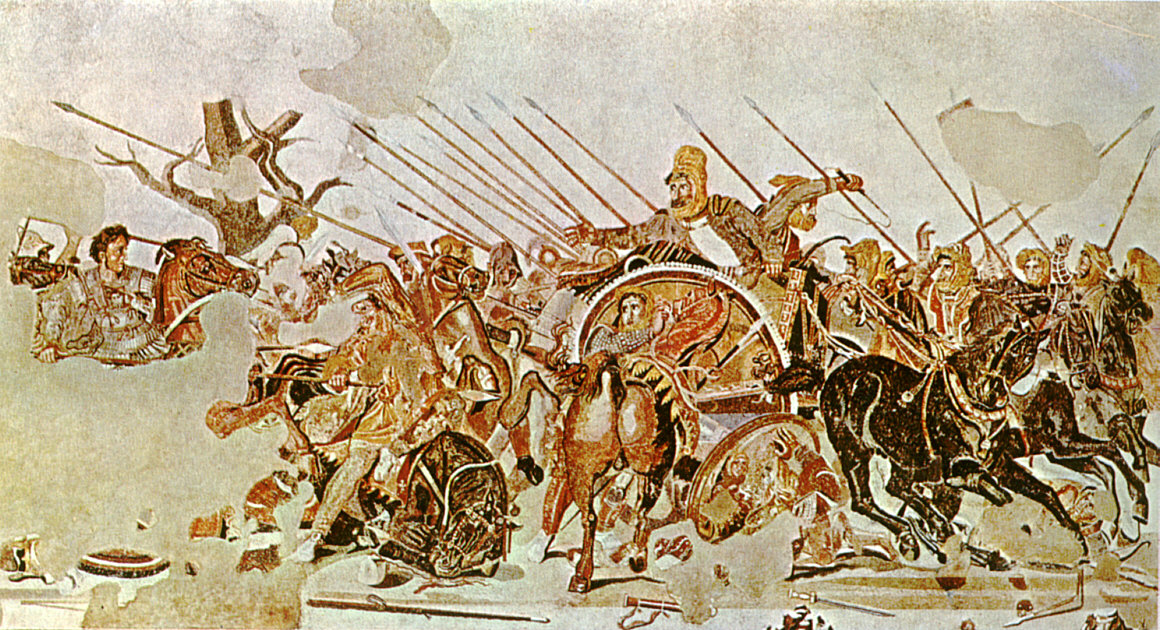
Representação moderna, uma cópia do mosaico de Alexandre, o Grande.

Em 2003, o Centro Internacional para o Estudo e Ensino do Mosaico (CISIM), em Ravena, Itália, propôs a criação de uma cópia do mosaico. Depois de terem recebido a aprovação, o mestre de mosaico Severo Bignami e sua equipe de oito pessoas tomaram uma grande fotografia do mosaico, fez um rastreamento da imagem com um marcador escuro e criou uma impressão negativa do mosaico.
A equipe compôs o mosaico em seções de 44 quadros de barro, tentando preservar as peças do mosaico nas posições exatas que estão no mosaico original. Eles tinham que manter as placas molhada o tempo todo. Em seguida, eles pressionaram um tecido sobre a argila para criar uma imagem dos contornos do mosaico no barro.
A equipe recriou o mosaico com cerca de 2 milhões de peças de vários tipos de mármore. Quando eles tinham colocado todas as peças, eles cobriram o resultado com uma camada de cola e gaze e puxaram-no para fora do barro. Eles colocaram cada seção em concreto sintético e, em seguida, uniu as seções com o composto de lã de vidro e plástico.
O projeto levou 22 meses e a um custo equivalente de 216.000 dólares. A cópia foi instalada na Casa do Fauno, em 2005.

## Análise historiográfica do mosaico
Apesar do mosaico ter sido danificado ao longo dos anos, perdendo algumas seções e personagens de sua representação, as figuras principais são fáceis de reconhecer:
- O retrato de Alexandre é um dos seus mais famosos. A couraça de Alexandre retrata Medusa, a mais famosa das três górgonas, e seu cabelo ondulado é típica do retrato real, conforme estabelecido na arte grega do século IV a.C. Ele é retratado varrendo para a batalha à esquerda, em seu cavalo famoso, Bucéfalo, e focando o olhar no o líder persa. Segundo a tradição historiográfica os bustos dos antigos monarcas helenísticos costumavam não só reproduzir suas verdadeiras feições, mas também sugerir a persistência e o zelo para com seus súditos que o reis deveriam demonstrar e que eles próprios queriam aparentar que demonstravam.[17]

Acredita-se que o realismo representado nas personagens do Mosaico de Alexandre era a tônica da arte do período helenístico, ao refletir pensamento e emoções do homem grego em busca uma individualização e um novo sentido para sua vida. Um delicado equilíbrio entre antigo idealismo (viver na pólis clássica) e as novas tendências idealistas (viver na cosmopolis), influenciada pelos ideais de Alexandre).
Para a historiografia, o retrato escultural Alexandre de cabelos encarolados e esvoaçantes ao vento, olhar e feição que captam um aspecto leonino de seu semblante foi praticamente um criação do homem helenístico. Segundo diversos autores, como Pierre Briant, Michael Grant e John Ferguson trata-se de um tom de arte que caracterizava Alexandre como exemplo de herói e biografia a ser seguida pelos cidadãos gregos. Esta tradição é representada no Mosaico de Alexandre, assim como em pinturas de Lisipio de Sícion (o pintor oficial de Alexandre), esculturas e moedas do Período helenístico.
- Dario III da Pérsia é mostrado em uma carruagem. Ele parece estar desesperadamente comandando seu cocheiro com medo de fugir da batalha, enquanto estendendo a mão ou como um gesto mudo de Alexandre, ou possivelmente depois de atirar uma lança. Ele tem uma expressão preocupada no rosto. O cocheiro está chicoteando os cavalos, enquanto ele tenta escapar.

Acredita-se que um dos possíveis objetivos do Mosaico de Alexandre é demonstrar o papel e atributos Alexandre, o Grande como rei, símbolo forte de administração e poder capaz de cumprir todos os seus desejos contra meus adversários levando à queda de seus inimigos. O estender de mão e o gesto mudo representam uma dinâmica de negociações constantes, uma confluências de alianças (etéreas, efêmeras e conflitosas, inclusive militarmente) entre os interesses que Alexandre (que almejava ao expandir o tamanho de seu território, extenso geograficamente e, por isso, difícil de controlar administrativamente para os padrões da época) com os interesses de dinastias/elites locais. Como resultado implicando na variedade cultural da região conquistada, seja por trocas culturais entre famílias de gregos e não gregos (bárbaros, romanos, celtas, judeus, persas, enfim, povos de regiões conquistadas) ou por atividades comerciais.
Portanto uma fusão estratégica para se pensar na período helenístico de regiões, reinos e dinastias dominadas por gregos, ao adotarem a genética da descendência divina de Alexandre ou denotarem seus mesmos atributos físicos, morais ou éticos nas características de comando como uma dinâmica de exaltação aos seus feitos, ao expor um domínio constante, por um reino governado com justiça para todos (leia-se cidadão grego da cosmopolis perante tais dinastias.
- A direita do campo de batalha, os soldados persas atrás deDario III da Pérsia têm expressões de determinação e consternação. O exército persa, enfatizado como personagens vencidos, os apresentado não como a encarnação do mal e sim na agonia de sua derrota na expressão facial. Característica também observada na arte de esculturas como a do Gaulês Morimbudo, encontrada em Pérgamo e realizado no século III a. C..
- Artaxerxes II,[23] irmão de Dario III da Pérsia, também é retratado sacrificando-se para salvar o rei.

Na cosmopolis o homem helenístico ao liberta-se das antigas conversões e restrições estava cada vez mais consciente de suas potencialidades, necessidades e direitos. A cidade-estado, pólis clássica, perdera o vigor e os centros reais estavam demasiado distantes para ocupar o seu lugar. Para preencher esta lacuna as pessoas reuniam-se em associações, habitavam casas romanas de residência mais confortáveis (sendo a Casa do Fauno, em Pompeia na Itália, com o Mosaico de Alexandre e outras impressionantes obras da arte do período helenístico um exemplo de luxo, conforto e de cultura, ao patrocínio dos cidadãos ricos ou das cortes locais. ) e liam mais (inclusive sobre a vida Alexandre, o Grande
O uso da técnica de radical escorço - como apresentado no cavalo central, vistos por trás - e o uso de sombreamento para transmitir uma sensação de massa e volume para aumentar o efeito naturalista da cena. As lanças repetidas em diagonais, colidindo o metal, e a aglomeração de homens e cavalos evocam a sensação do barulho da batalha. Ao mesmo tempo, a ação é presa por detalhes dramáticos, como o cavalo caído e o soldado persa em primeiro plano, que observa sua própria agonia refletida em um escudo. Acredita-se que a Arte, Filosofia e Educação da época helenística foram influenciadas por um período dos simpósios dos sábios, na medida em que se discutiam questões literárias, filosóficas e técnicas. Sendo tais lições tomadas, além de espaços ligados aos ginásios (Gynasium), a edifícios públicos (a Stoa) ou santuários cultuando um gama de deuses gregos e não gregos (pela diversidade de povos e trocas culturais cosmopolis) em encontros privados.
Estes estudiosos ligados pela participação na organização de um cultos pela vida (a "promessa de salvação" do homem grego, de ser Alexandre o "Grande", um destino passível de sua escolha do homem grego), com a sua vida em comum no interior dos palácios à mesa real cada vez mais distantes pelo extenso tamanho do novo território grego. Novas cidades eram possessões coloniais, de batalhas como a exposta no mosaico, instalas num ambiente estrangeiro, indiferente e por vezes hostil e como consequências suas instituições administrativas e educacionais refletiam o desejo de manter e reforçar a sua identidade cultural e de grupo em um universo cosmopolita).
Do mesmo modo, atribui-se a importância da presença do Mosaico de Alexandre em uma casa da elite romana como objeto de contemplação, que ao demonstra uma organização da transmissão do saber, que obedecia a tradicional organização do culto ao herói e ao mesmo tempo caracteriza-se por propriedades em comum e de camaradagem na comensalidade.

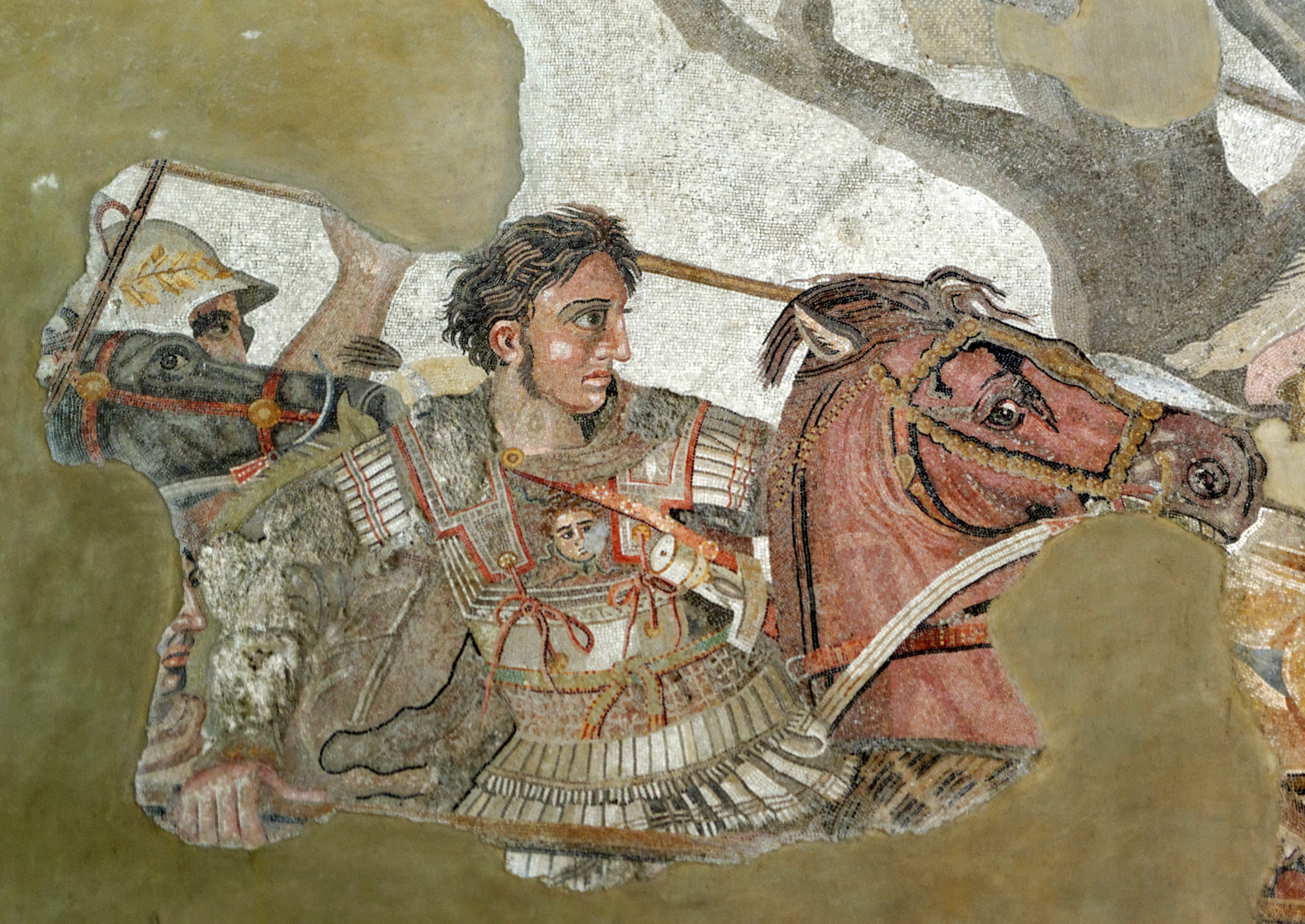
Detalhe mostrando a representação de Alexandre, o Grande.
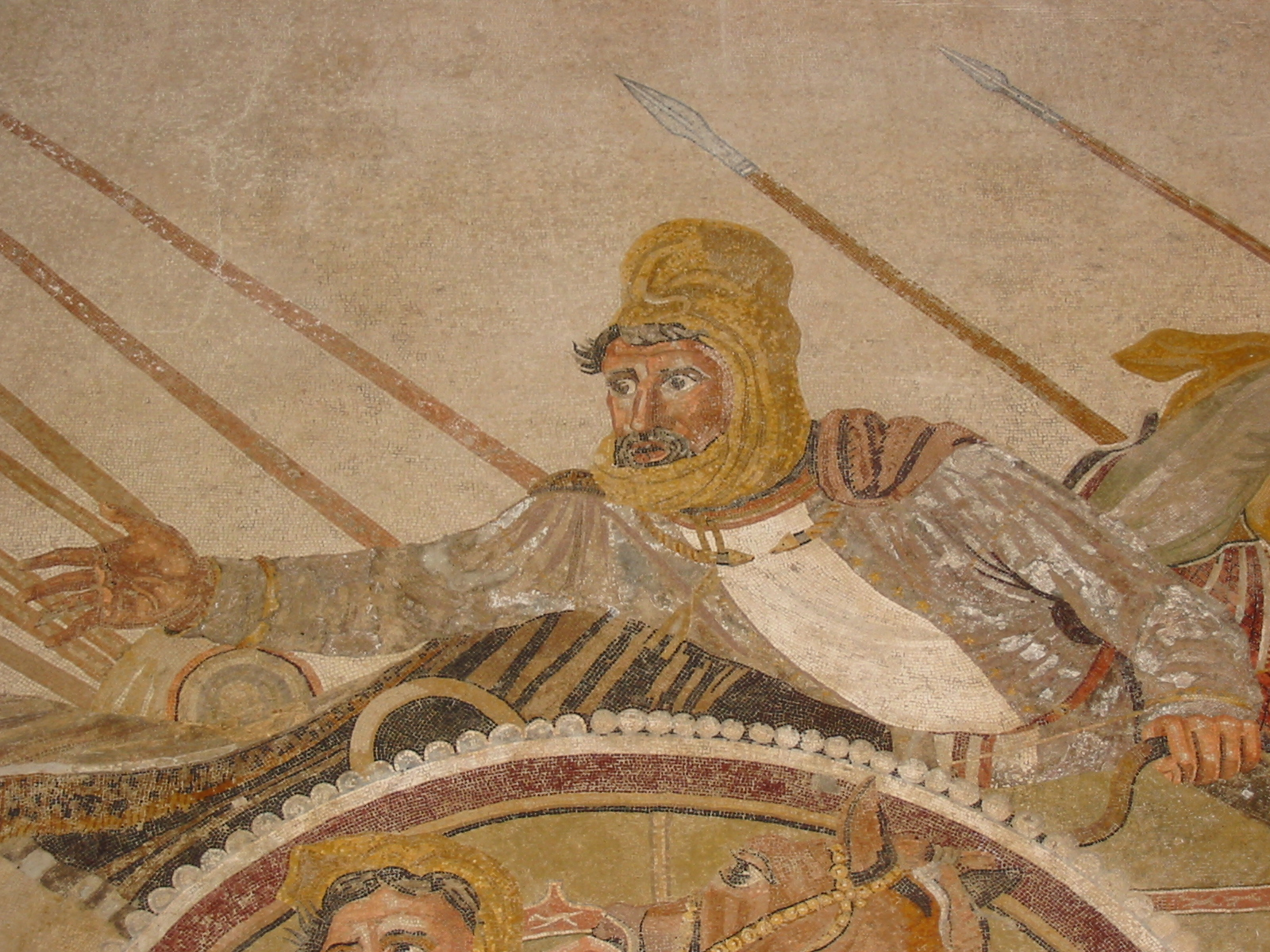
Detalhe mostrando a representação de Dario III da Pérsia.
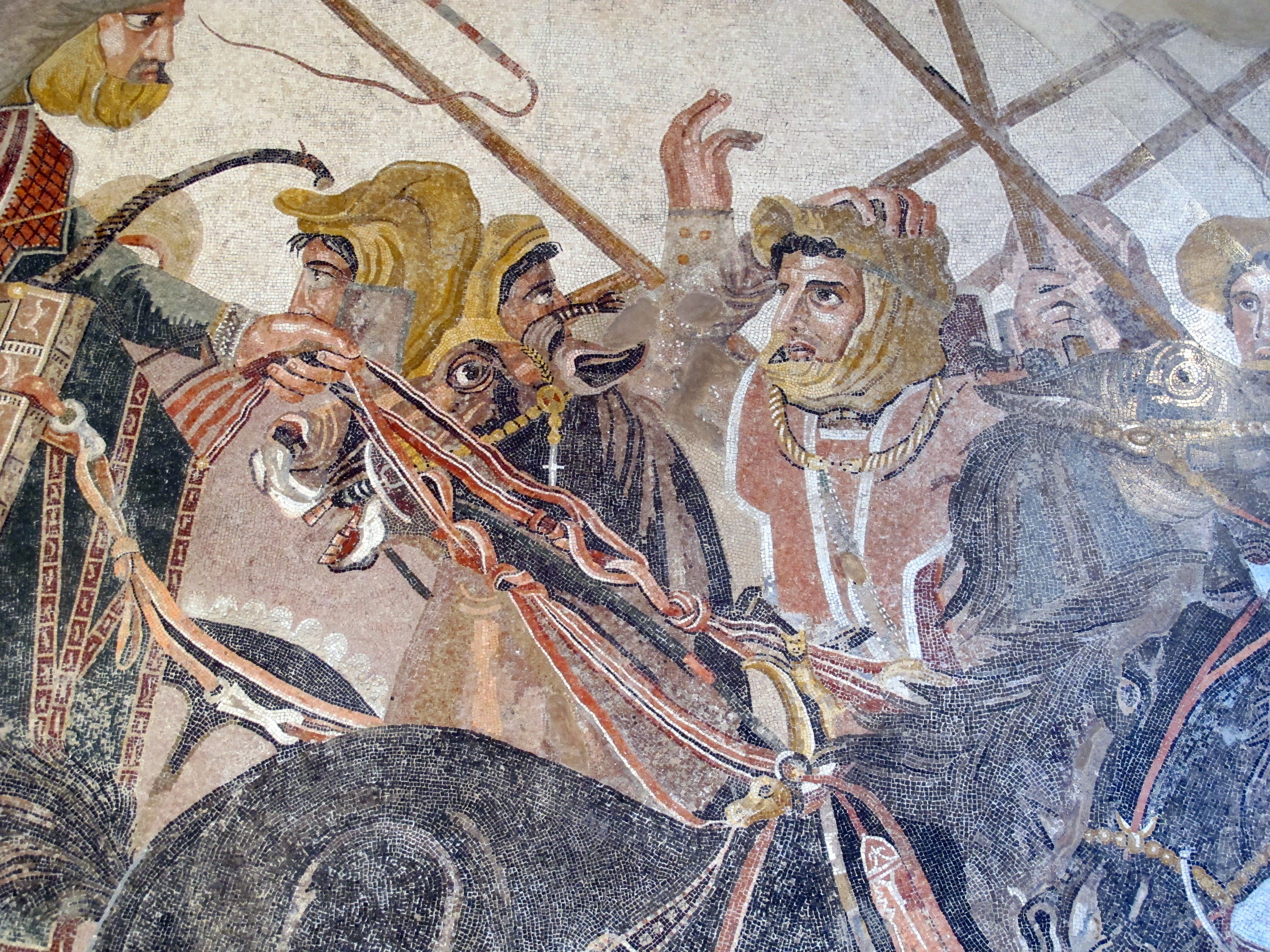
Detalhe mostrando a representação dos soldados persas atrás de Dario III da Pérsia.
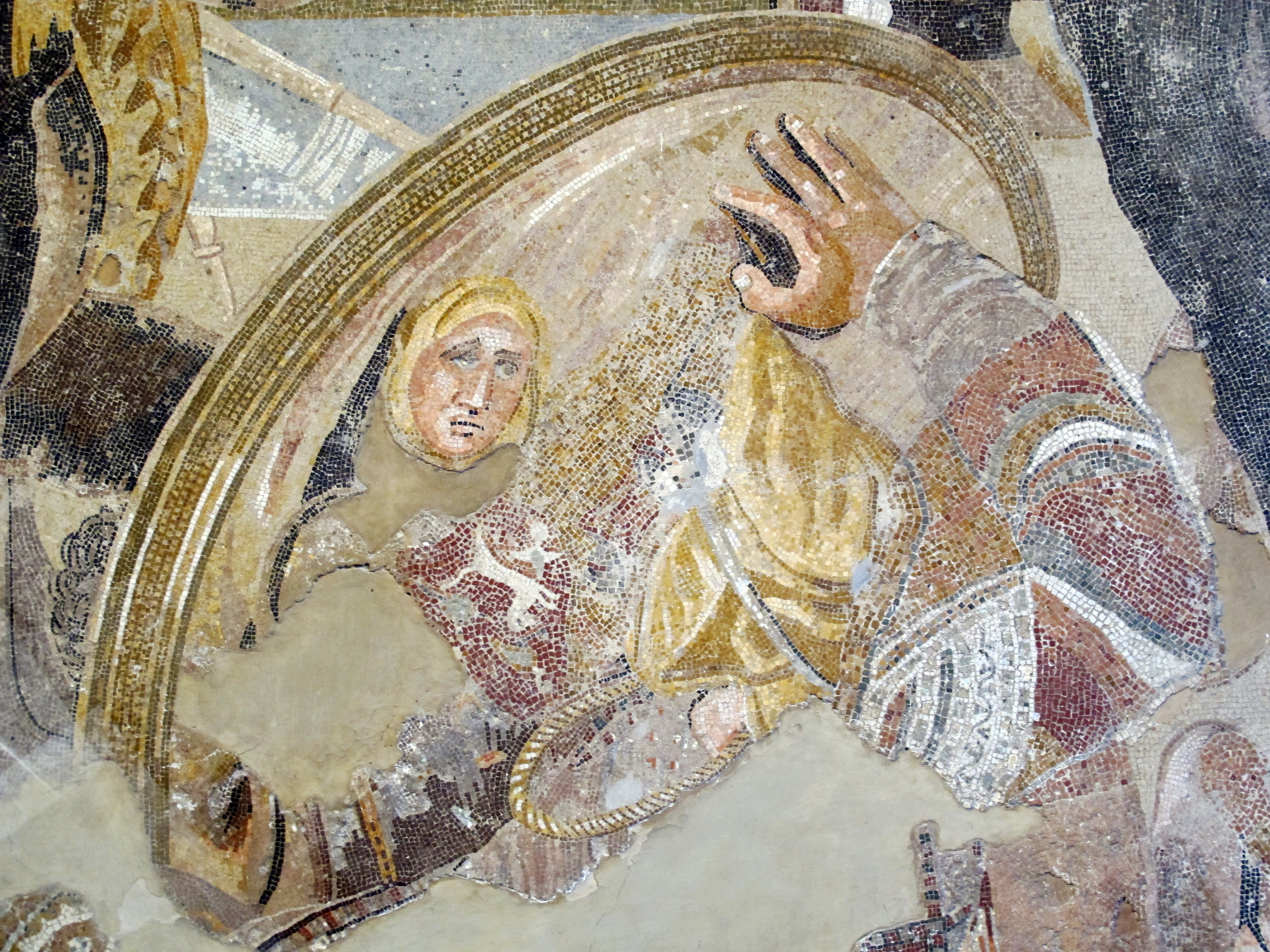
Detalhe do semblante consternado do soldado persa ferido refletido no escudo.
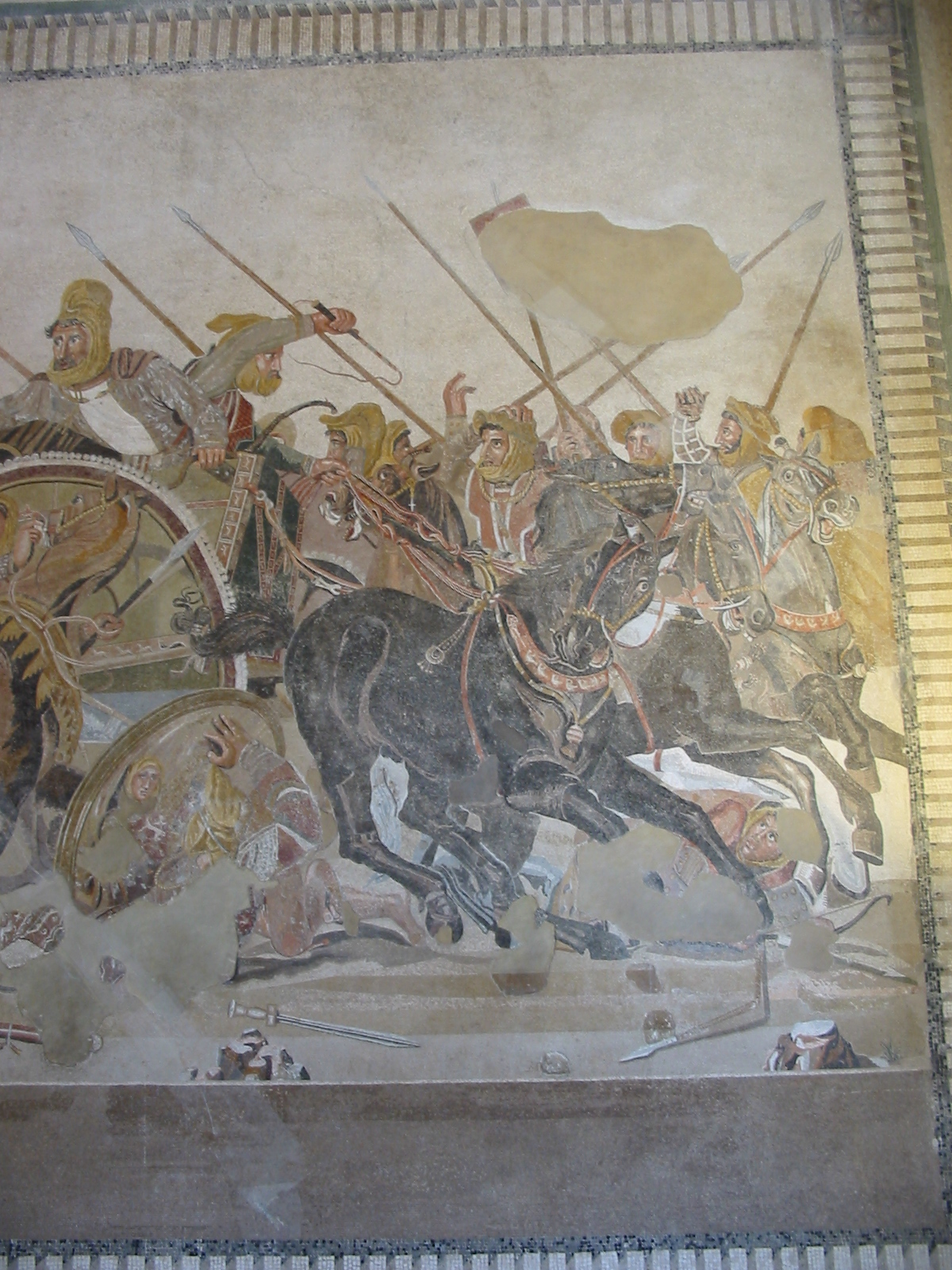
Detalhe dos soldados persas no lado direito do Mosaico.
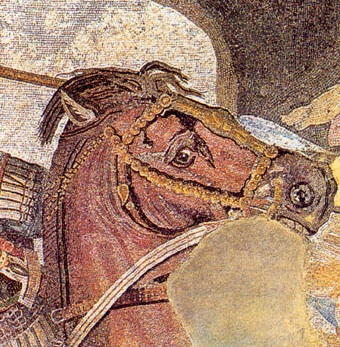
Detalhe da técnica de radical escorço no cavalo de Alexandre (Bucéfalo): luz, sombra e volume.